# Rothneyia sinica
Rothneyia sinica är en stekelart som beskrevs av He 1995. Rothneyia sinica ingår i släktet Rothneyia och familjen brokparasitsteklar. Inga underarter finns listade i Catalogue of Life.